# Utin

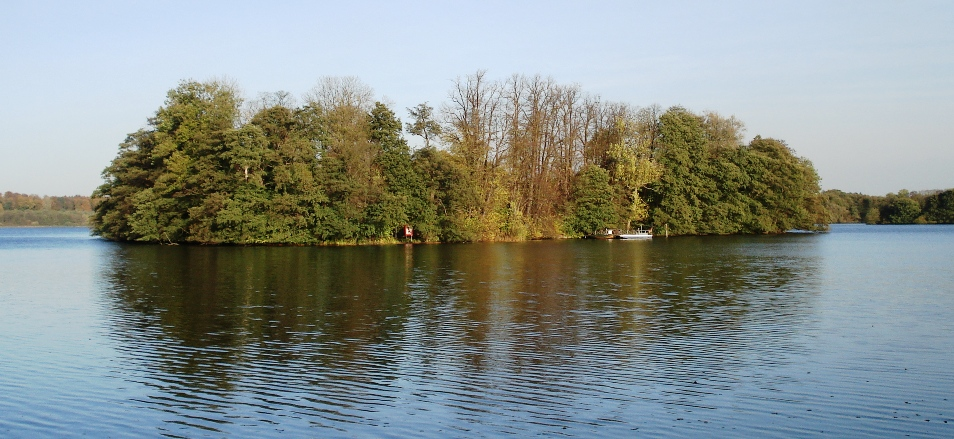
Die Fasaneninsel im Großen Eutiner See – ehemals Standort der Burg Utin

Utin (in lateinischen Großbuchstaben VTIN – auch „Uthine“) war der Name einer wendischen Burg, die ab dem 9. Jahrhundert auf der „Fasaneninsel“ im Großen Eutiner See errichtet wurde und Zentrum des gleichnamigen wendischen Gaues war. Die Burg war mit dem Ufer über eine Brücke verbunden, an dem sich eine (gleichnamige) Siedlung entwickelte.
Die Burg wurde bei der Eroberung Wagriens 1138/39 durch die Holsten zerstört.
Der Ort der Siedlung – Ursprung der heutigen Stadt Eutin – am Ufer des Großen Eutiner See wurde beibehalten und behielt den Namen „Utin“ der sich im Laufe der Zeit (über z. B. „Uthine“) in „Eutin“ wandelte.
Die vier Lettern „VTIN“ wurden Bestandteil des Wappens der Stadt Eutin.

Wappen der Stadt Eutin mit den Lettern „VTIN“

## Namensherkunft
Der Ortsname „Utin“ leitet sich von dem Personennamen „Uta“ (oder „Uto“) ab – ergänzt um die Endung -in – und bedeutet „Siedlung des Uta“.